# Rinna (Fluss)
Die Rinna, am Oberlauf auch Eubigheimer Bach genannt, ist ein Gewässer des nordöstlichen Baulandes im nördlichen Baden-Württemberg. Sie entspringt in der Gemeinde Ahorn des Main-Tauber-Kreises und fließt auf dem letzten Drittel ihres Weges dann noch durch die Nachbargemeinde Rosenberg im Neckar-Odenwald-Kreis. Sie mündet nach insgesamt 9 km langem Lauf nach Südwesten kurz vor dem Dorf Rosenberg von links in die mittlere Kirnau, die dort auf ihre Zuflussrichtung umknickt. Nach Länge wie Teileinzugsgebiet ist sie ein zum Kirnau-Oberlauf fast gleichgewichtiger linker Oberlauf von dieser und wird teilweise auch als Kirnau bezeichnet.

## Geographie

### Verlauf
Die Rinna entsteht etwa 0,7 km nordöstlich des Weilers Obereubigheim der Gemeinde Ahorn an einem ehemaligen Bahnwärterhaus neben der Frankenbahn auf etwa 362 m ü. NHN. Sie fließt meist etwas geschlungen in recht beständig südwestlicher Richtung durch offene Flur und Ortschaften, wobei sie meist rechtsseits nahe von der Bahnstrecke begleitet wird und für einen kurzen Abschnitt auch auf deren Nordwestseite wechselt.
Zunächst passiert sie das am linken Ufer liegende Obereubigheim, dem gegenüber ein erster Zufluss mündet. Bevor sie den etwas über einen Kilometer weiter talabwärts liegenden Gemeindesitz, das Dorf Eubigheim, auch Untereubigheim genannt, durchfließt, läuft sie durch zwei kleine, gewöhnlich trockene Hochwasserrückhaltebecken, zwischen denen nun von links ein weiterer Bach zumündet, der wie die noch folgenden linken Zuläufe eher kurz ist.
Die zwei noch zufallenden rechten dagegen sind recht lang, da sie nahe der recht gerade von Ost nach West verlaufenden nördlichen Wasserscheide entstehen, die Fließstrecke ihres Quellwassers bis zur Rinna-Mündung kommt der Länge der Rinna selbst deshalb recht nahe. Der erste ist der Mayengraben, der gleich nach der unterhalb von Eubigheim das Rinnatal querenden 514 von Berolzheim–Gerichtstetten zuläuft. Der zweite, der Langenbach, folgt noch vor der Kreisgrenze zur Nachbargemeinde Rosenberg.
Im kürzeren Abschnitt in deren Gebiet durchquert die Rinna das Dorf Hirschlanden. Auf etwa 362 m ü. NHN mündet sie schließlich wenig vor dem Dorf Rosenberg von links in die mittlere Kirnau. Nach ihrem 8,8 km langen Weg mit mittlerem Sohlgefälle von etwa 8,9 ‰ mündet sie etwa 79 Höhenmeter unterhalb ihres Ursprungs am Bahnwärterhaus.

### Einzugsgebiet
Das Einzugsgebiet der Rinna ist 27,5 km² groß und liegt auf den Seckach-Kirnau-Platten, einem Teil des Naturraums Mittleres Bauland. Der mit 403,8 m ü. NHN höchste Punkt auf der Waldkuppe Lindich südöstlich von Eubigheim liegt auf der näheren linken Wasserscheide, zu welcher der Talhang auch meist steiler ansteigt.
Gegenüber den Waldanteilen meist an und auf den Erhebungen dominiert der Offenlandanteil, der stark überwiegend ackerbaulich genutzt wird. Außer den schon genannten Orten am Ufer, dem Weiler Obereubigheim und dem Dorf Eubigheim von Ahorn sowie dem Dorf Hirschlanden von Rosenberg, liegen darin noch das Dorf Hohenstadt und der Weiler Neidelsbach von Ahorn sowie das Gehöft Helmstheim und der ebenfalls kleine Wohnplatz Buchwaldhof der Gemeinde Hardheim. Zu Hardheim gehört im Nordnordwesten etwa ein Siebtel des Gebietes, zu Rosenheim mündungsnahe im Südwesten etwa ein Sechstel, der Rest zu Ahorn.
Reihum grenzen die Einzugsgebiete der folgenden Nachbargewässer an:
- Wenig jenseits läuft der nördlichen Wasserscheide parallel ein oberer Flussabschnitt der Erfa, die ein Zufluss des Mains ist;
- den Abfluss zur anderen Seite der östlichen Wasserscheide nimmt die Umpfer auf, die über die Tauber ebenfalls und etwas höher in den Main entwässert;
- im Südosten fließt das Berolzheimer Kästle, der linke Oberlauf der Kessach, die ihr Wasser über die Jagst dem Neckar spendet;
- im Westen fließen der Sindolsheimer Graben und der Holzgraben zur oberen Lauf der Kirnau, die über die Seckach etwas tiefer ebenfalls zur Jagst entwässert.

Der nördliche und östliche Abschnitt der Wasserscheide sind als Teile der Main-Neckar-Wasserscheide deshalb hydrologisch die bedeutenderen.

### Zuflüsse und Seen
Hierarchische Liste der Zuflüsse,  Seen und  Hochwasserrückhaltebecken, jeweils von der Quelle zur Mündung. Gewässerlänge, Seefläche, Einzugsgebiet und Höhe nach den entsprechenden Layern auf der Onlinekarte der LUBW. Andere Quellen für die Angaben sind vermerkt.
Ursprung der Rinna/des Eubigheimer Bachs auf etwa 362 m ü. NHN 0,7 km nordöstlich von Ahorn-Obereubigheim an einem ehemaligen Bahnwärterhaus neben der Frankenbahn. Die Rinna läuft beständig südwestwärts in geringem Abstand zur Frankenbahn.
- (Bach aus den Eubigheimer Holzwiesen), von links und Osten auf etwa 350 m ü. NHN kurz vor Obereubigheim, ca. 0,9 km[LUBW 7] und ca. 0,4 km².[LUBW 8] Entsteht auf etwa 378 m ü. NHN dicht an der A 81.
- (Bach aus dem Tal Fuchsenlöcher), von rechts und Nordosten auf etwa 345 m ü. NHN gegenüber Obereubigheim, 1,5 km und ca. 0,9 km².[LUBW 8] Entsteht auf etwa 382 m ü. NHN etwa 1,2 km nordöstlich von Obereubigheim im Seewald. Die Rinna selbst ist dort erst etwa 0,7 km lang, hat aber mit ca. 1,3 km².[LUBW 8] ein größeres Teileinzugsgebiet.
- Passiert auf etwa 343 m ü. NHN drei Teiche am Lauf kurz vor der K 2837, die über den Damm des folgenden läuft, zusammen über ha.
- Durchfließt auf etwa 340 m ü. NHN etwa 150 Meter vor dem folgenden den 4 m hohen Erddamm des 2003 gebauten und gewöhnlich trockenliegenden Hochwasserrückhaltebeckens Eubigheim–Lange Wiese des Zweckverbands Seckach/Kirnau, das 14.000 m³ zurückhalten kann und diese ungesteuert wieder ablässt.[LUBW 9] Das Einzugsgebiet ist etwa 3,0 km² groß.[LUBW 10]
- (Bach aus dem Tal Masseltern), von links und Südosten auf etwa 339 m ü. NHN etwa 100 Meter vor dem folgenden Rückhaltedamm, 1,3 km und 1,4 km². Entsteht auf etwa 350 m ü. NHN.
  - (Bach durch den Wald Saubrünnle), von rechts und Osten auf etwa 342 m ü. NHN östlich der Eubigheimer Sportplatzes, 0,5 km und ca. 0,4 km².[LUBW 8] Entsteht auf etwa 367 m ü. NHN im Feldgewann Fuhrmannshölzle.
- Masseldorngraben, von rechts auf etwa 338 m ü. NHN unmittelbar am inneren Dammfuß des folgenden, 0,7 km und ca. 0,1 km².[LUBW 8] Entsteht auf etwa 354 m ü. NHN am Sportplatz. Anscheinend Kunstgraben mit sehr eckigem Lauf.
- Durchfließt auf etwa 338 m ü. NHN am Weichbildrand von Ahorn-(Unter-)Eubigheim den 4,3 m hohen Erddamm des 2003 gebauten und gewöhnlich trockenliegenden Hochwasserrückhaltebeckens Eubigheim–Graswiesen des Zweckverbands Seckach/Kirnau, das 15.000 m³ zurückhalten kann und diese ungesteuert wieder ablässt.[LUBW 9] Das Einzugsgebiet ist etwa 4,7 km² groß.[LUBW 10]
- Vohbergsgraben, von links und Südosten auf etwa 314 m ü. NHN kurz nach Eubigheim und vor der Talquerung der L 514, ca. 2,3 km[LUBW 11] und 1,9 km². Entsteht auf etwa 383 m ü. NHN vor dem Wald Lindich im Feldgewann Beckesser.
- Am unteren Talsporn vor dem nächsten liegt auf etwa 314 m ü. NHN neben der Bahnstrecke die Maienquelle.
- Mayengraben, am Oberlauf Neidelsbacher Graben, von rechts und Ostnordosten auf 311 m ü. NHN[LUBW 4] kurz nach der Landesstraßenquerung, 3,7 km und 6,2 km². Entsteht auf etwa 371 m ü. NHN im Fritzengrund etwa 1,0 km nordöstlich von Ahorn-Neidelsbach.
  - Eichenstockgraben, von rechts und Norden auf etwa 337 m ü. NHN wenig südwestlich von Neidelsbach, 1,5 km[LUBW 11] und ca. 1,1 km².[LUBW 8] Entsteht auf etwa 380 m ü. NHN ca. 0,9 km nordnordöstlich von Neidelsbach Am Eichenstock.
  - Maygraben[3], von rechts und Nordnordwesten auf etwa 325 m ü. NHN neben der L 514, ca. 1,4 km[LUBW 7] und ca. 1,9 km².[LUBW 8] Entsteht auf etwa 352 m ü. NHN ca. 1,2 km westlich von Neidelsbach am Wiesengewann Maisenbrunnen.
  - Katzeneltzgraben, von rechts und Westnordwesten auf etwa 322 m ü. NHN gleich nach dem vorigen, 0,3 km und ca. 0,2 km².[LUBW 8] Entsteht auf etwa 335 m ü. NHN im Laubengründle.
  - (Graben am Gewann Zinsäcker), von rechts und Nordwesten auf etwa 317 m ü. NHN gegenüber der L 514, ca. 0,5 km[LUBW 7] und ca. 0,2 km².[LUBW 8] Entsteht auf etwa 47 m ü. NHN ca. 1,1 km nordnordöstlich von Hohenstadt am Flurgewann Berghinein.
  - Breitenäckergraben, von rechts und Südwesten auf etwa 313 m ü. NHN vor dem Damm der Frankenbahn, ca. 0,4 km[LUBW 7] und ca. 0,4 km².[LUBW 8] Entsteht auf etwa 318 m ü. NHN etwa 0,6 km nordöstlich der Ortsmitte von Hohenstadt an der Eubigheimer Steige.
- Höllegraben, von links und Südosten auf etwa 305 m ü. NHN gegenüber Ahorn-Hohenstadt über dem anderen Kirnautalhang, 1,0 km und ca. 0,4 km².[LUBW 8] Entsteht auf etwa 370 m ü. NHN in den Feldern des Gewanns Hölle.
- Langengraben, von rechts und Nordnordwesten auf etwa 302 m ü. NHN am inneren Dammfuß des folgenden, 3,8 km und 4,1 km². Entsteht auf etwa 366 m ü. NHN in der Brunnenwiese am Ostrand von Hardheim-Helmstheim.
  - Helmstheimer Graben, von rechts und Nordwesten auf etwa 373 m ü. NHN, 0,2 km und über 0,1 km².[LUBW 8] Entsteht auf etwa 380 m ü. NHN am Ortsrand von Helmstheim.
    -  Durchfließt auf etwa 376 m ü. NHN einen Teich, unter 0,1 ha.

  -  Passiert auf etwa 371 m ü. NHN einen Teich links am Ufer, unter 0,1 ha.
  - (Bach aus dem Helmstheimer Wald), von links und Nordosten auf etwa 348 m ü. NHN nahe Hardheim-Buchwaldhof, ca. 0,6 km[LUBW 7] und unter 0,4 km².[LUBW 8] Entsteht auf etwa 371 m ü. NHN östlich des Buchwaldhofes.
  - Bergelgraben, von links und Nordnordwesten auf etwa 305 m ü. NHN kurz vor der Frankenbahn, 0,7 km und ca. 0,3 km².[LUBW 8] Entsteht auf etwa 310 m ü. NHN. Unbeständig wasserführender Auengraben zu Füßen von Hohenstadt.
- Durchfließt auf etwa 302 m ü. NHN den 5,3 m hohen Erddamm des 2003 gebauten und gewöhnlich trockenliegenden Hochwasserrückhaltebeckens Hohenstadt/Rinna des Zweckverbands Seckach/Kirnau, das 277.000 m³ zurückhalten kann und diese ungesteuert wieder ablässt.[LUBW 9] Das Einzugsgebiet ist etwa 20,2 km² groß.[LUBW 10]
- Taubenhölzlegraben oder Saugraben, von links und Südosten auf etwa 301 m ü. NHN kurz vor der Gemeindegrenze zu Rosenberg und etwa 1,0 km vor dessen Dorf Hirschlanden, 0,5 km und ca. 1,0 km².[LUBW 8] Entsteht auf etwa 320 m ü. NHN am Ostrand des Taubenhölzles.

Mündung der Rinna von links und Nordosten auf ca. 283 m ü. NHN wenige hundert Meter vor der Ortsgrenze des Dorfes Rosenberg in die mittlere Kirnau, die von Nordnordwesten kommt und dort in die Zuflussrichtung der Rinna umknickt. Die Rinna ist 8,8 km lang und hat ein 25,2 km² großes Einzugsgebiet. Die Kirnau ist dort erst 10,2 km lang und hat bis dorthin ein 36,1 km² großes Teileinzugsgebiet angesammelt.

## Geologie
Im Einzugsgebiet der Rinna steht weit überwiegend der Obere Muschelkalk an, der nur an der nördlichen, östlichen und teilweise auch südöstlichen Wasserscheide noch mit höherem Lettenkeuper (Erfurt-Formation) bedeckt ist. Diese viel älteren triassischen Schichten sind stellenweise mit kleinen Inseln von Lösssediment aus dem Quartär überlagert. Es gibt drei kurze Störungslinien, die alle von Nordost nach Südwest streichen und von denen zwei eine Hochscholle im Südwesten gegen eine Tiefscholle im Nordosten versetzen.

### LUBW
Amtliche Online-Gewässerkarte mit passendem Ausschnitt und den hier benutzten Layern: Lauf und Einzugsgebiet der Rinna

Allgemeiner Einstieg ohne Voreinstellungen und Layer: Daten- und Kartendienst der Landesanstalt für Umwelt Baden-Württemberg (LUBW) (Hinweise)
1. 1 2 3  Höhe nach dem Höhenlinienbild auf dem Hintergrundlayer Topographische Karte.
2. 1 2 3  Länge nach dem Layer Gewässernetz (AWGN).
3. 1 2 3  Einzugsgebiet aufsummiert aus den Teileinzugsgebieten nach dem Layer Basiseinzugsgebiet (AWGN).
4. 1 2  Höhe nach grauer Beschriftung auf dem Hintergrundlayer Topographische Karte.
5. ↑  Seefläche nach dem Layer Stehende Gewässer.
6. ↑  Einzugsgebiet nach dem Layer Basiseinzugsgebiet (AWGN).
7. 1 2 3 4 5 6  Länge abgemessen auf dem Hintergrundlayer Topographische Karte.
8. 1 2 3 4 5 6 7 8 9 10 11 12 13 14 15  Einzugsgebiet abgemessen auf dem Hintergrundlayer Topographische Karte.
9. 1 2 3  Daten des Hochwasserrückhaltebeckens nach dem Layer Stauanlage.
10. 1 2 3  Einzugsgebiet des Rückhaltebeckens durch Summation der eingehenden Einzugsgebiete nach dem Layer Basiseinzugsgebiet (AWGN), korrigiert um den Verschnitt, der  auf dem Hintergrundlayer Topographische Karte abgemessen wurde.
11. 1 2  Länge nach dem Layer Gewässernetz (AWGN), ergänzt um ein kleines, auf der Gewässerkarte nicht berücksichtigtes Anfangsstück, das auf dem Hintergrundlayer Topographische Karte abgemessen wurde.

### Andere Belege
1. ↑  Horst Mensching, Günter Wagner: Geographische Landesaufnahme: Die naturräumlichen Einheiten auf Blatt 152 Würzburg. Bundesanstalt für Landeskunde, Bad Godesberg 1963. → Online-Karte (PDF; 5,3 MB)
2. ↑  Wolf-Dieter Sick: Geographische Landesaufnahme: Die naturräumlichen Einheiten auf Blatt 162 Rothenburg o. d. Tauber. Bundesanstalt für Landeskunde, Bad Godesberg 1962. → Online-Karte (PDF; 4,7 MB)
3. ↑  Name Maygraben nach dem Layer ALKIS BAIS transparent auf: Geoportal Baden-Württemberg (Hinweise).
4. ↑  Geologie nach den Layern zu Geologische Karte 1:50.000 auf: Mapserver des Landesamtes für Geologie, Rohstoffe und Bergbau (LGRB) (Hinweise)